# قرا محمد

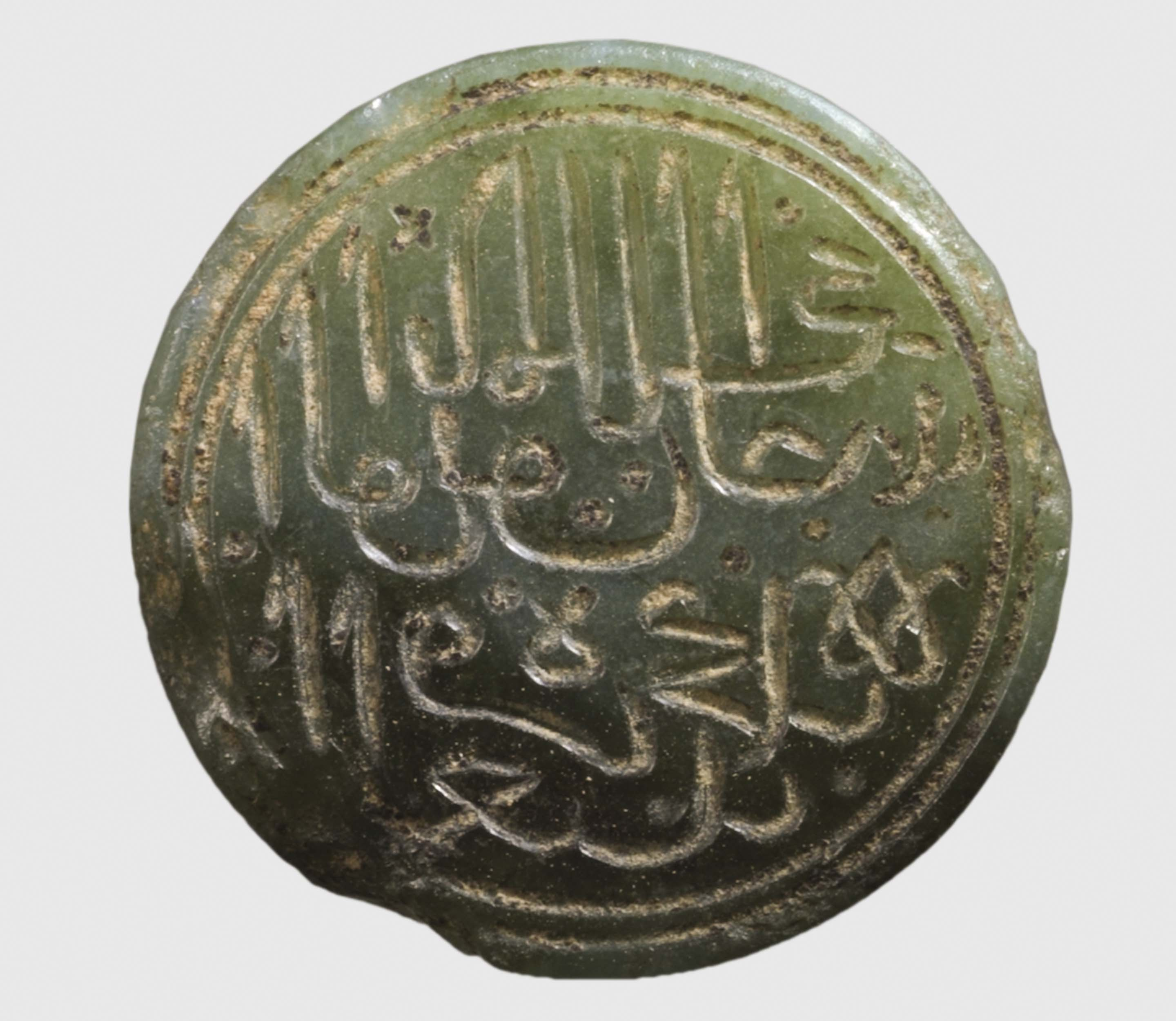
مهر قره محمد، ساخته شده در غرب ایران

قرا محمد ترمیش، یکی از حکمرانان قراقویونلوها و پدر قرا یوسف بود.

## زندگی‌نامه
قرا محمد برادرزاده بیرم خواجه و از حامیان اصلی وی بود. وی در خدمت سلطان اویس جلایری بود و شورش خواجه مرجان فرماندار بغداد را برای وی سرکوب کرد و عموی خود، مراد را به عنوان والی بغداد قرار داد. با این حال روابط آن دو خیلی زود بد شد.
اویس در سال ۱۳۶۴ بغداد را از مراد گرفت و برای نبرد با سپاهیان بیرم و قرا محمد در به سمت شهر موش پیشروی کرد. آن‌ها باهم موصل، ارچیش، سیلوان و وان را فتح کردند. سلطان حسین جلایر حاکم جدید، به ارچیش پایگاه قرا محمد حمله کرد و با کمک‌های بیرم خاجه، نیروهای قراقویونلو شکست سختی را متحمل شدند. سلطان حسین نیز به زودی توسط سلطان احمد جلایر و با کمک هوشنگ شیروانشاه از میان برداشته شد.
برادران احمد، شیخ علی و پیر علی با او مخالفت کردند و سلطان حسین عادل آقا، بایزید را به عنوان سلطان در سلطانیه اعلام کرد و شیخ علی آماده حمله به بغداد و تبریز شد. سلطان احمد برای حفظ قدرت از قرا محمد کمک خواست، شیخ علی در نبرد با قرا یوسف سقوط کرد و شیخ علی در سال ۱۳۸۳ کشته شد.
مدتی بعد احمد به قره محمد دستور داد که با سپاهیانش به بغداد مهاجرت کند اما محمد به آذربایجان رفت و به جنگ با گرجستان پرداخت. جلایریان از این فرصت برای ازبین بردن قراقویونلوها در آذربایجان استفاده کردند و به همین دلیل قرا محمد مجبور شد به ارچیش بازگردد. وی در سال ۱۳۸۴ به ماردین حمله کرد و حاکم آن تسلیم قرا محمد شد.
در سال ۱۳۸۹ قرا محمد به والی ارزنجان در برابر نیروهای آرتینا و آق‌قویونلو کمک کرد اما در نهایت در همان سال با شورش پیر حسن کشته شد.